# Anémone
Anémone, geboren Anne-Aymone Bourguignon (Parijs, 9 augustus 1950 – Poitiers, 30 april 2019) was een Franse actrice.

## Leven en werk
Anémone behield de naam van haar personage uit haar debuutfilm Anémone van Philippe Garrel uit 1968. Ze vertolkte de titelrol waarbij dit de enige film was waar ze gecrediteerd werd met haar echte naam Anne-Aymone Bourguignon. Vervolgens volgde een carrière van een halve eeuw in films, televisieseries en theaterstukken. In het theater was Anémone eind jaren zestig tot begin jaren zeventig actief in de groep van Romain Bouteille. Ze deelde de planken van het Café de la Gare met Coluche, Henri Guybet, Martin Lamotte, Renaud Séchan, Patrick Dewaere, Miou-Miou, Gérard Lanvin, Gérard Depardieu, Josiane Balasko, Thierry Lhermitte en Gérard Jugnot.
Tijdens de 13de ceremonie van de Césars in 1988 kreeg ze de César voor beste actrice 1987 voor haar rol van Marcelle in Le Grand Chemin van Jean-Loup Hubert. Later volgden nog twee nominaties die ze evenwel niet kon verzilveren: in 1993 als Mélanie in Le Petit Prince a dit van Christine Pascal en in 1995 als Maxime Chabrier in Pas très catholique van Tonie Marshall. Ze werd twee maal genomineerd voor een César voor beste actrice in een bijrol: in 1986 als Edwige Ledieu in Péril en la demeure van Michel Deville  en in 2000 als Adèle de Toulouse-Lautrec in Lautrec van Roger Planchon.
Anémone trouwde twee keer en had twee kinderen. Ze was politiek activistisch en streed voor een samenleving met meer aandacht voor ethiek en ecologie. Ze woonde op het stille platteland in de streek Poitou. Ze was een verstokte rookster en overleed na een langdurig ziekbed op 68-jarige leeftijd aan longkanker.

## Filmrollen (selectie)
- 1968: Anémone van Philippe Garrel als Anémone
- 1975: L'Incorrigible van Philippe de Broca als de eerste prostituee
- 1975: Attention les yeux! van Gérard Pirès als Éva
- 1976: Le Couple témoin van William Klein als Claudine
- 1976: L'Ordinateur des pompes funèbres van Gérard Pirès
- 1976: Cours après moi que je t'attrape van Robert Pouret als de ticketverkoper in de cinema
- 1976: Un éléphant ça trompe énormément van Yves Robert als de conciërge
- 1977: Vous n'aurez pas l'Alsace et la Lorraine van Coluche als nicht Lucienne
- 1978: Sale rêveur van Jean-Marie Périer als Colette
- 1979: French postcards van Willard Huyck als Christine
- 1979: Certaines Nouvelles van Jacques Davila als Marie-Annick
- 1980: Une merveilleuse journée van Claude Vital als Deocadie
- 1981: Ma femme s'appelle reviens van Patrice Leconte als Nadine
- 1982: Pour 100 briques t'as plus rien... van Édouard Molinaro als Nicole
- 1982: Le père Noël est une ordure van Jean-Marie Poiré als Thérèse
- 1982: Le Quart d'heure américain van Philippe Galland als Bonnie
- 1984: Les Nanas van Annick Lanoë als Odile
- 1985: Le Mariage du siècle van Philippe Galland als prinses Charlotte
- 1985: Tranches de vie van François Leterrier als Cécile / Hélène
- 1985: Péril en la demeure van Michel Deville als Edwige Ledieu
- 1987: Le Grand Chemin van Jean-Loup Hubert als Marcelle
- 1993: Le Petit Prince a dit van Christine Pascal als Mélanie
- 1994: Pas très catholique van Tonie Marshall als Maxime Chabrier
- 1996: Le Cri de la soie van Yvon Marciano als Cécile
- 1998: Lautrec van Roger Planchon als Adèle de Toulouse-Lautrec
- 2009: Le petit Nicolas van Laurent Tirard als Mlle Navarrin
- 2014: Le grimoire d'Arkandias van Alexandre Castagnetti en Julien Simonet als Marion Boucher

- Biblioteca Nacional de España: XX1456498
- Bibliothèque nationale de France: cb13890790j (data)
- Gemeinsame Normdatei: 1023111861
- International Standard Name Identifier: 0000 0001 1443 2558
- Library of Congress Control Number: no2011157324
- Nationale Bibliotheek van Tsjechië: xx0150023
- Nationale Bibliotheek van Israël: 987007444323205171
- Nederlandse Thesaurus van Auteursnamen: 073587532
- Istituto Centrale per il Catalogo Unico: DDSV101949
- Système universitaire de documentation: 069372896
- Virtual International Authority File: 46945422
- WorldCat: E39PBJrch9qBMKHwXKCxjpp9Dq